# René Higuita
 José René Higuita Zapata  (Medellín, 27 de agosto de 1966) es un exfutbolista y entrenador colombiano que se desempeñaba como portero. Actualmente es miembro de la junta directiva de Atlético Nacional de la Categoría Primera A de Colombia.  
Su particular estilo de juego, de portero-jugador y su peculiar personalidad, en la línea de José Eusebio Soriano, Hugo Gatti, lo convirtieron en un ídolo en su país durante las décadas de los ochenta y noventa. Fue elegido por la IFFHS como el octavo mejor guardameta sudamericano del siglo XX en 2004.
El audaz estilo de juego de Higuita fue fundamental para un cambio clave en las reglas del fútbol, pues luego de su actuación en el Mundial de Italia 1990; con arriesgadas y espectaculares jugadas por fuera del área muy rara vez vistas en partidos de fútbol por parte del portero y nunca antes vistas en el máximo evento orbital de fútbol, llevaron a que en un congreso técnico en Coverciano en 1990 se empezara a hablar del arquero-líbero y se llegó a la conclusión que era necesario impulsar el uso de los pies en los arqueros. Esto determinó que la FIFA estableciera la norma por la que, si un futbolista devuelve a su compañero portero el balón con los pies, este no puede recibirlo o tocarlo con las manos, de lo contrario, se sanciona un tiro libre indirecto, que también es conocida como la Ley Higuita.
Higuita es reconocido como uno de los mejores porteros de la historia del fútbol sudamericano y una figura clave en el ascenso de Colombia dentro del panorama futbolístico internacional, siendo parte de una gran generación al lado de Carlos Valderrama, Freddy Rincón, Adolfo Valencia, Faustino Asprilla, Leonel Álvarez, Albeiro Usuriaga, entre otros. Su acrobacia "el escorpión" en el Estadio Wembley le dio fama mundial. 
Además, ocupa el quinto puesto en el escalafón de los arqueros más goleadores en la historia del fútbol (ocupó el primer lugar por varios años) con 43 tantos en juegos oficiales, por detrás de Rogério Ceni, José Luis Chilavert, Dimitar Ivankov y Jorge Campos.

## Biografía
Nació en Castilla, un barrio de clase media-baja de la ciudad de Medellín, hincha del Atlético Nacional desde pequeño. Hijo de madre soltera, María Dioselina Higuita, quien murió pocos años después de su nacimiento, por lo que fue criado por su abuela Ana Felisa. Su infancia transcurrió en medio de grandes dificultades económicas, por lo que trabajó como vendedor de periódicos y realizó diversos oficios para ganarse la vida.
La esposa de René Higuita se llama Magnolia y con ella tiene dos hijos, Andrés y Pamela. Además es padre de Cindy Carolina, hija de su primera esposa fallecida. También es abuelo de dos niñas y un niño.
Su ingreso como portero fue muy anecdótico. En un torneo de su escuela se organizó un partido en el que se iban a escoger a los mejores jugadores para el Independiente Medellín; René era el goleador del equipo, pero se lesionó el portero y en su lugar lo pusieron a él, volviéndose desde entonces el dueño del pórtico.

## Trayectoria

### Inicios
En 1981 fue parte de la Selección de Antioquia sub-16 dirigida por Luis Alfonso Marroquín, que a la postre saldría campeona de Colombia. Fue convocado años después a la selección nacional juvenil sub-19, que participó en el Sudamericano de Paraguay en 1985, la cual deslumbró por su fútbol-espectáculo siendo el comienzo de la nueva era del balompié colombiano, y con la que clasificaría para el Mundial Juvenil en la Unión Soviética de ese mismo año. Sin embargo, en dicho torneo Higuita no pudo jugar puesto que tenía una lesión en la mano izquierda, aun así fue incluido en la nómina que viajó a representar a Colombia, asistió como suplente de Eduardo Niño; casualmente, fue la única ocasión en que el antioqueño era el emergente del bogotano, pues en las selecciones de mayores sucedió completamente al contrario.

### Millonarios
A nivel profesional su carrera deportiva se inició en 1985 en Millonarios.
Higuita, después de la brillante figuración con la selección colombiana en el Suramericano Juvenil de Asunción, llegó al cuadro azul y alcanzó a disputar seis partidos como titular.
Se dice que el estilo de juego que adoptó y que desarrolló en años posteriores, de abandonar el arco con el balón dominado y amagando rivales, fue una emulación del que hiciera en su momento el arquero argentino Alberto Vivalda, apodado 'El Loco', quien por ese entonces cumplía su última temporada como guardameta de Millonarios, y con quien Higuita compartió también varios entrenamientos.

### Regreso a Nacional
Regresó otra vez a Nacional con el que se coronó campeón de Colombia en 1994. En 1995 alcanzó de nuevo la final de la Copa Libertadores de América, perdiendo ante el Grêmio de Portoalegre de Brasil. En ese torneo se recuerda que en las semifinales contra River Plate, en el partido de ida en Medellín, Higuita cobró y anotó un gol de tiro libre con el que le daba la ventaja transitoria al equipo colombiano en dicha serie, la cual se definió en el partido de vuelta en Buenos Aires, en el cual, pese a la derrota 1x0 René Higuita tuvo destacada actuación. Empatada la serie entonces, debió definirse mediante tiros de penal en la que nuevamente Higuita atajó el cobro decisivo, además de anotar uno picando el balón suavemente. Según el libro Historias insólitas de la Copa Libertadores de Luciano Wernicke, esa fue la actuación más espectacular de un arquero en la historia de la competencia.

### Veracruz y Aucas
Jugó después en el Club Tiburones Rojos de Veracruz de México y posteriormente regresó al Junior FC en Colombia. Luego fue a jugar al club Aucas de Ecuador.

## Retirada
Higuita también es recordado por ser el pionero de los arqueros goleadores, pues durante su carrera profesional llegó a marcar 44 goles en partidos oficiales,  37 por la vía del penalti y otros 7 por la del tiro libre. El récord lo ostenta Rogério Ceni.
El 24 de enero de 2010 realizó su partido de despedida en el Estadio Atanasio Girardot, con una asistencia de 21.307 espectadores.

### Como entrenador
Higuita llegó a mediados del 2011 a territorio árabe para ser el entrenador de arqueros del Al-Nassr. Allí fue asistente de Pacho Maturana, Polilla da Silva y Raúl Caneda. Hasta que en febrero del 2016 asume en propiedad como entrenador del club árabe.

## Selección de Colombia
Además de la selección juvenil de Marroquín que clasificó a la Copa Mundial de la antigua Unión Soviética en 1985, René Higuita hizo parte de la selección sub-23 que en 1987 participó en el torneo preolímpico de Bolivia, que entregaba dos cupos para los Juegos Olímpicos de Seúl en 1988. Colombia finalizó cuarta pero ya daba muestras de una renovación en su fútbol; se destaca que en esta competición el cuadro cafetero venció 2-0 a Brasil (por primera vez en un preolímpico) y el propio Higuita le detuvo un tiro penal al delantero brasilero Bebeto. El técnico era Francisco Maturana.
En ese mismo año fue convocado por primera vez a la Selección de Colombia de mayores, también dirigida por Maturana para la Copa América de 1987 celebrada en Argentina, cumpliendo una destacada actuación y ocupando el tercer lugar del torneo a expensas de la dueña de casa, la cual cayó 1-2 inclusive teniendo en sus filas a Diego Armando Maradona.
En 1989 juega la Copa América en Brasil, pero el equipo queda eliminado en primera ronda. Ese mismo año la selección colombiana logra clasificarse al Mundial de fútbol de Italia 1990 en repechaje contra Israel, tras 28 años de ausencia del máximo certamen balompédico.
En el campeonato orbital de 1990 que se llevó a cabo en Italia, Higuita atajó una pena máxima contra Yugoslavia y tuvo una importante actuación contra el equipo alemán, a la postre vencedor del certamen. Con arriesgadas jugadas, excelentes atajadas y un estilo de juego único (que se acoplaba al 'lírico' estilo de esa selección colombiana), Higuita se estaba convirtiendo en una de las figuras del certamen, realizando arriesgadas acciones que nunca se habían visto en un campeonato de este tipo.
Así, Colombia clasificó a los octavos de final del torneo por primera vez en su historia y debió enfrentar a Camerún. En ese partido hubo una acción en el segundo tiempo suplementario, cuando los africanos vencían 1-0, en que el defensa cafetero Luis Carlos Perea le devuelve el balón a Higuita, este lo recibió y quiso amagar al delantero Roger Milla, sin embargo el atacante le robó el esférico y merced a esto anotó el segundo gol con el que a la postre Camerún sacó a Colombia del torneo orbital. Luego de esto el arquero antioqueño fue señalado por algunos sectores de la afición y de la prensa como el directo culpable de la eliminación mundialista, pues sin su jugada temeraria el resultado pudo haber sido distinto.
Jugó la Copa América 1991 de Chile en donde la selección colombiana terminó cuarta.
Para 1993, Higuita sufrió una lesión que le hizo perderse la Copa América 1993 jugada en Ecuador.
Otro momento amargo para el arquero antioqueño ocurrió en la Copa América de 1995 llevada a cabo en Uruguay. En el partido contra Brasil, el volante brasilero Juninho cobró un tiro de esquina e Higuita, intentando rechazar, introdujo el balón en el arco colombiano. Fue un autogol insólito en su carrera. Pese a ello, Colombia clasificó a cuartos de final y allí dejó en el camino a Paraguay en una serie de penales, donde el cancerbero anotó uno de los disparos y además tapó el cobro decisivo. En semifinales el equipo anfitrión sacó de carrera al conjunto cafetero, jugando entonces el partido con el tercer puesto contra la selección estadounidense, que ganó el equipo colombiano por 4 a 1 y del que se recuerda, además, un tiro libre cobrado por Higuita que pegó en el palo y fue rematado por Faustino Asprilla
Con todo y las controversias, Higuita era un ídolo en su país y en todas partes se ofrecían productos con su imagen, desde camisetas hasta cuadernos.
Como portero en la selección Colombia jugó en 68 partidos internacionales, recibió 54 goles y anotó 3; fue convocado a la selección nacional fue para la Copa América de 1999, el técnico era Javier Álvarez y allí fue suplente de Miguel Ángel Calero Rodríguez.
Fue convocado por última vez a la selección para la Eliminatorias al Mundial de Corea-Japón de 2002, no jugó ningún partido permaneciendo suplente.

#### Participaciones enEliminatorias al Mundial
| Eliminatorias                               | Sede del Mundial       | Posición                                                | Resultado   | PJ                                 | GA | GR | VI |
| ------------------------------------------- | ---------------------- | ------------------------------------------------------- | ----------- | ---------------------------------- | -- | -- | -- |
| Eliminatorias Mundial de Italia 1990        | Italia                 | 1°lugar 6pts Grupo 2 (Ganador Repesca Intercontinental) | Clasificado | 6                                  | 0  | -3 | 4  |
| Eliminatorias Mundial de Corea y Japón 2002 | Corea del Sur y Japón  | 6°lugar 27pts                                           | Eliminado   | 0 (una convocatoria como suplente) | 0  | 0  | 0  |
| Total en Eliminatorias                      | Total en Eliminatorias | Total en Eliminatorias                                  | 1/2         | 6                                  | 0  | -3 | 4  |

#### Participaciones enCopas del Mundo
| Mundial                | Sede   | Resultado        | PJ | GA | GR | VI |
| ---------------------- | ------ | ---------------- | -- | -- | -- | -- |
| Mundial de Italia 1990 | Italia | Octavos de final | 4  | 0  | -4 | 1  |

#### Participaciones enCopas América
| Copa América           | Sede                   | Resultado              | PJ | GA | GR  | VI |
| ---------------------- | ---------------------- | ---------------------- | -- | -- | --- | -- |
| Copa América 1987      | Argentina              | Tercer lugar           | 4  | 0  | -3  | 2  |
| Copa América 1989      | Brasil                 | Fase de grupos         | 4  | 1  | -4  | 1  |
| Copa América 1991      | Chile                  | Cuarto lugar           | 7  | 0  | -6  | 3  |
| Copa América 1995      | Uruguay                | Tercer lugar           | 6  | 0  | -8  | 1  |
| Copa América 1999      | Paraguay               | Cuartos de final       | 1  | 0  | -1  | 0  |
| Total en Copas América | Total en Copas América | Total en Copas América | 22 | 1  | -22 | 7  |

## Los Escorpiones
El 8 de septiembre de 1995 alcanzaría mayor fama internacional tras realizar una legendaria jugada en el estadio de Wembley. Durante un partido que disputaba la selección Colombia contra Inglaterra, Higuita rechazó un disparo de Jamie Redknapp mediante El Escorpión, una acrobática y arriesgada maniobra que ya es parte de la historia del fútbol. En esta el portero lanza su cuerpo hacia adelante y estando en el aire golpea el balón con la suela de los botines, elevando previamente ambos pies por encima de su espalda.
El segundo escorpión lo hizo contra Alemania.
El origen de la acrobática acción fue durante la grabación de un comercial de televisión de Refrescos Frutiño, emitido en Colombia durante 1990, en el que Higuita aparece como guardameta; el antioqueño aseguró que la ideó durante la realización para darle mayor protagonismo al juego que practica con los niños actores del comercial, por tratarse de una jugada 'imposible' de ver en la vida real. Minutos después de terminar el partido contra Inglaterra, Higuita afirmó: "Ojalá que la gente de Frutiño se acuerde de la oportunidad que me dio para hacer esa jugada en un comercial. Es una jugada que sirve para el espectáculo y tal vez para motivar el equipo. Ojalá, Dios siempre esté con uno. Solo quiero decirle gracias a los que siempre han confiado en mí".
Posteriormente, en una entrevista en televisión Higuita reconoció que la parada espectacular y ya mítica del escorpión la realizó porque vio al juez de línea levantar el banderín señalando el fuera de juego de un rival, y que luego al línea le debió gustar esa acción pues bajó de forma rápida el banderín, según palabras del mismo jugador. El 22 de julio de 2008 dicha jugada fue elegida en el portal inglés de fútbol footy-boots.com. De esta forma, el escorpión fue escogida como la mejor jugada del mundo con 20% de los votos.
En noviembre de 2004 participó en el partido de despedida de su colega paraguayo José Luis Chilavert. También estuvo presente en la de Diego Armando Maradona, encuentro en donde se robó el show haciendo su famosa jugada de "el escorpión" y anotando un gol de pena máxima.
Igualmente lo hizo en los partidos de despedida de Mauricio Serna y de Víctor Hugo Aristizábal respectivamente, en un partido homenaje en el estadio Centenario en la ciudad de Armenia y en un partido entre Once Caldas y el Deportivo Pereira.
El 21 de septiembre de 2008 Higuita, tapando para el Deportivo Pereira, volvió a hacer el escorpión en un partido contra el Once Caldas, en una jugada en la que Ricardo Ciciliano cabeceó el balón a una altura y velocidad similar a la del partido Inglaterra vs. Colombia (cuando Higuita hizo el escorpión por primera vez), siendo esta jugada el delirio de los espectadores presentes en el estadio Hernán Ramírez Villegas.
El escorpión de Higuita fue galardonado como la «mejor jugada de la historia del fútbol» el 22 de julio de 2008, cuando fue la más votada por los internautas con el 20% por encima de otras de jugadores como Diego Maradona, Cristiano Ronaldo y Ronaldinho.

## Escándalos
Sus problemas públicos empezaron en 1991 cuando fue a visitar a la cárcel de La Catedral al famoso narcotraficante y jefe del poderoso Cartel de Medellín, Pablo Escobar, quien se encontraba allí recluido y de quien se declaró públicamente amigo. Pero el más grave de todos ocurrió el 4 de junio de 1993 cuando fue arrestado por estar implicado en un caso de secuestro.
Al parecer, Higuita medió en la liberación de la hija de Luis Carlos Molina Yepes (Un banquero paisa cercano a Pablo Escobar, conocido por ser lavador de dineros del Cartel de Medellín y uno de los posibles autores intelectuales del asesinato del reconocido periodista Guillermo Cano), quien había sido raptado en venganza por una traición de Molina al capo exigiéndole un rescate de 3 millones de dólares o una falsa declaración a favor de Escobar ante la Fiscalía, la cual lo exoneraba de la muerte de los Galeano y los Moncada. La mediación de Higuita fue considerada en su momento prohibida por la ley colombiana. En consecuencia, estuvo recluido más de seis meses en la cárcel La Modelo de Bogotá, lo que le costó su participación con la selección colombiana en el Mundial de EUA 1994, pues sin duda alguna Higuita era el arquero favorito del técnico Francisco Maturana, quien declaró que la selección Colombia era muy distinta con Higuita en el campo de juego, pues transmitía confianza, serenidad y su estilo de arquero-líbero era perfecto para el sistema defensivo de Colombia. El lugar de Higuita lo tomó entonces el vallecaucano Óscar Córdoba, quien fue también el titular en el torneo orbital celebrado en territorio estadounidense.
En la cárcel, Higuita llegó incluso a hacer una huelga de hambre.
Posteriormente, se vio involucrado en una pelea con el comentarista deportivo César Augusto Londoño, a quien dio un puñetazo en un ojo cuando se lo encontró en un aeropuerto, ya que este periodista le había preguntado acerca de su visita al capo Pablo Escobar en la cárcel La Catedral. Sin embargo, existe otra versión que indica que Higuita quiso desquitarse por unos comentarios al parecer malintencionados que hiciera Londoño acerca de unas actuaciones deportivas suyas en que tuvo un rendimiento por debajo de lo esperado.
Para las eliminatorias de la Copa Mundial de Fútbol de Francia 1998, Higuita renunció luego de ser convocado, afirmando encontrarse en "baja forma futbolística".
El 23 de noviembre de 2004, resultó positivo por cocaína en un examen realizado tras un juego entre su equipo, el Aucas, y el Olmedo. Como resultado, la Federación Ecuatoriana de Fútbol lo suspendió por seis meses.

## Televisión
En el primer semestre de 2005, Higuita participó en el reality show "La isla de los famosos: Una aventura pirata" y su continuación en "La gran apuesta", del canal RCN, ambas adaptaciones del formato Survivor, en compañía de los también futbolistas Leonel Álvarez y Ricardo Pérez "El Gato".
Como objeto personal llevó un toldo. En la primera parte del concurso "La isla de los famosos: Una aventura pirata", quedó entre los 5 finalistas y en la continuación, "La gran apuesta" obtuvo el segundo lugar.
Durante su estadía en este reality hizo célebres frases como "Si esta es la guerra, que no llegue la paz". Los demás participantes del concurso de telerrealidad lo llamaban cariñosamente 'Renato'.
En el segundo semestre de 2005, también participó del reality "Cambio Extremo", programa en el cual René modificó drásticamente su particular apariencia por una más estilizada, causando conmoción a nivel nacional.
"El Loco" (como lo llaman), se sometió a procedimientos de liposucción, aumento de mentón, estética dental, estilista profesional, entre otros.
En 1996 se realizó una producción llamada "Higuita, sangre sudor y lágrimas" dirigida por Darío Vargas y escrita por Manuel Arias. Juan Pablo Franco, en el papel de Higuita, y Patricia Ercole, como su esposa Magnolia, protagonizaron esta producción de Tevecine.
También fue mencionado en la película japonesa Saigo no Yakusoku en 2009 donde además se utiliza su nombre como apodo del arquero de un equipo de fútbol que fallece y a causa de esto se decide secuestrar un edificio.
También uno de los protagonistas de la telenovela La selección está inspirado en él y en otros futbolistas de su época.
Para la Copa América Brasil 2019 Higuita como imagen Wplay.co (empresa de apuestas en línea) apostó cortarse su famosa Melena si la selección Colombia no ganaba la Copa América, apuesta que tuvo que cumplir ya que la selección Colombia quedó eliminada en cuartos de final al perder con la selección de Chile por tiros desde el punto penal.

## Regreso
El regreso al fútbol de Higuita se dio el 21 de julio de 2007, cuando anunció públicamente que jugaría en Guaros FC en la primera división de la liga de Venezuela. En su primer partido con el equipo larense recibió dos goles, uno de Pedro Gudiño y otro Naill Vargas. El choque finalizó igualado a dos con el Monagas Sport Club En la segunda jornada el 12 de agosto, Higuita visitó la ciudad de Caracas, en el encuentro entre Deportivo Italia y Guaros. El cancerbero recibió un nuevo gol, en el empate a uno, en el que Higuita intentó hacer dos espectaculares jugadas a su estilo, que por poco se convierten en tantos del cuadro caraqueño.
En enero de 2008 y tras su incursión en territorio venezolano, Higuita volvió a su patria y firmó con el club de segunda división el Deportivo Rionegro, donde quedó campeón de la Primera B en el 2008-I, y debido a su gran rendimiento fue contratado para jugar, con casi 42 años, en primera división con el club Deportivo Pereira. Con el cuadro matecaña jugó durante todo el torneo Finalización  2008 y su último partido profesional fue una victoria ante el Junior por 3-2 el 26 de noviembre en los cuadrangulares semifinales. Tras su paso por el Pereira, manifestó sus intenciones de regresar al Atlético Nacional para terminar su carrera, las cuales nunca se concretaron.
A mediados del mes de julio de 2009, Higuita es sometido a un tratamiento para controlarle una enfermedad causada por el parásito toxoplasma gondii. El exjugador fue recluido en el hospital San Vicente de Paúl de Medellín, aquejado de una recurrente migraña. Los médicos determinaron que la dolencia que aquejaba al guardameta era toxoplasmosis.

## Despedida
Tras un año de inactividad, René Higuita decidió realizar un partido de despedida el 24 de enero de 2010 en el estadio Atanasio Girardot de Medellín. El partido entre los equipos Selección Antioquia y Amigos de René terminó 3-1 con dos goles anotados por el propio René y un rechazo ejecutado con su reconocida jugada del "Escorpión" ante unos 30.000 espectadores. Higuita jugó cada tiempo del partido en un equipo y estuvieron presentes Óscar Córdoba, Carlos Valderrama, Faustino Asprilla, Adolfo Valencia, Alexis García, Arnoldo Iguarán, Anthony de Ávila, Néider Morantes, entre otros.
El 26 de febrero de 2010 también estuvo presente en un partido amistoso a beneficio de Haití, disputado entre la Selección de Haití y un equipo de Estrellas Mundiales en el Estadio Cachamay de Venezuela, el cual terminó con un marcador de 4-1.

## Clubes

### Como jugador
| Club                   | País                  | Año                   | Partidos | Goles |
| ---------------------- | --------------------- | --------------------- | -------- | ----- |
| Millonarios            | Colombia              | 1985                  | 16       | 0     |
| Atlético Nacional      | Colombia              | 1986 - 1991           | 143      | 21    |
| Real Valladolid        | España                | 1991 - 1992           | 15       | 0     |
| Atlético Nacional      | Colombia              | 1992 - 1997           | 99       | 9     |
| Tiburones Rojos        | México                | 1997 - 1998           | 30       | 2     |
| Alianza Lima           | Perú                  | 1998                  | 1        | 0     |
| Independiente Medellín | Colombia              | 1999                  | 20       | 4     |
| Real Cartagena         | Colombia              | 2000                  | 21       | 2     |
| Atlético Junior        | Colombia              | 2001                  | 4        | 0     |
| Deportivo Pereira      | Colombia              | 2002 - 2003           | 13       | 0     |
| Bajo Cauca             | Colombia              | 2003                  | 13       | 1     |
| Aucas                  | Ecuador               | 2004                  | 35       | 0     |
| Bajo Cauca             | Colombia              | 2005                  | 0        | 0     |
| Guaros FC              | Venezuela             | 2007                  | 10       | 0     |
| Deportivo Rionegro     | Colombia              | 2008                  | 10       | 1     |
| Deportivo Pereira      | Colombia              | 2008                  | 12       | 0     |
| Total goles en clubes  | Total goles en clubes | Total goles en clubes | 441      | 40    |
| Selección Absoluta     | Colombia              | 1987 - 2001           | 68       | 3     |
| Total goles anotados   | Total goles anotados  | Total goles anotados  | 509      | 43    |

### Como asistente
| Club                         | Año         | Asistente de        |
| ---------------------------- | ----------- | ------------------- |
| Al-Nassr Arabia Saudita      | 2011 - 2016 | Francisco Maturana  |
| Al-Nassr Arabia Saudita      | 2011 - 2016 | Daniel Carreño      |
| Al-Nassr Arabia Saudita      | 2011 - 2016 | Raúl Caneda         |
| Al-Nassr Arabia Saudita      | 2011 - 2016 | Jorge da Silva      |
| Al-Nassr Arabia Saudita      | 2011 - 2016 | Fabio Cannavaro     |
| Atlético Nacional · Colombia | 2017 - 2021 | JuanMa Lillo        |
| Atlético Nacional · Colombia | 2017 - 2021 | Jorge Almirón       |
| Atlético Nacional · Colombia | 2017 - 2021 | Paulo Autuori       |
| Atlético Nacional · Colombia | 2017 - 2021 | Alejandro Restrepo  |
| Atlético Nacional · Colombia | 2017 - 2021 | Juan Carlos Osorio  |
| Atlético Nacional · Colombia | 2017 - 2021 | Alexandre Guimarães |
| Atlético Nacional · Colombia | 2017 - 2021 | Arriero Herrera     |

### Como entrenador
| Equipo                             | Desde                 | Hasta                 | Record | Record | Record | Record | Record      |
| Equipo                             | Desde                 | Hasta                 | PJ     | PG     | PE     | PP     | Efectividad |
| ---------------------------------- | --------------------- | --------------------- | ------ | ------ | ------ | ------ | ----------- |
| Al-Nassr (interino) Arabia Saudita | 24 de octubre de 2015 | 29 de octubre de 2015 |        |        |        |        |             |
| Al-Nassr (interino) Arabia Saudita | 12 de febrero de 2016 | 16 de febrero de 2016 |        |        |        |        |             |
| Consolidado Total                  |                       |                       |        |        |        |        |             |

### Como miembro de la junta directiva
| Equipo                       | Periodo            | Periodo  |
| Equipo                       | Desde              | Hasta    |
| ---------------------------- | ------------------ | -------- |
| Atlético Nacional · Colombia | 1 de julio de 2021 | Presente |

## Goles anotados
- Notas: Higuita anotó 43 goles a nivel profesional. Sumando anotaciones en partidos amistosos fueron un total de 54 tantos.
  - Modos: Penal (36), Tiro libre (6) y Arco a arco (1)
  - Equipos: Clubes (40), Selección (3)
  - Competiciones: Primera División de Colombia (31), Primera División de México (2), Segunda División de Colombia (2), Copa Libertadores (5), Selección de Colombia (3).

| #                                    | Fecha                    | Competición       | Adversario               | Arquero rival                     | Modo        | Minuto | Resultado |
| ------------------------------------ | ------------------------ | ----------------- | ------------------------ | --------------------------------- | ----------- | ------ | --------- |
| Goles con Atlético Nacional (30)     |                          |                   |                          |                                   |             |        |           |
| 1.                                   | 9 de diciembre de 1987   | Primera División  | Independiente Medellín   | Ormeño Gómez                      | Penal       | 45     | 6-1       |
| 2.                                   | 20 de marzo de 1988      | Primera División  | Independiente Medellín   | Miguel Antonio Núñez              | Penal       | 75     | 2-1       |
| 3.                                   | 10 de abril de 1988      | Primera División  | Unión Magdalena          | Roque Jacinto Pérez               | Penal       | 50     | 2-0       |
| 4.                                   | 1 de mayo de 1988        | Primera División  | Millonarios              | Rubén Cousillas                   | Penal       | 29     | 1-1       |
| 6.                                   | 17 de julio de 1988      | Primera División  | Atlético Bucaramanga     | John Fredy Vanstrahlen            | Penal       | 7      | 2-1       |
| 7.                                   | 13 de agosto de 1988     | Primera División  | América de Cali          | Pedro Zape                        | Penal       | 69     | 2-1       |
| 8.                                   | 31 de agosto de 1988     | Primera División  | Sporting de Barranquilla | Gualberto Velischio               | Penal       | 44     | 5-0       |
| 9.                                   | 3 de septiembre de 1988  | Primera División  | América de Cali          | Pedro Zape                        | Penal       | 54     | 5-1       |
| 10.                                  | 13 de octubre de 1988    | Primera División  | Once Caldas              | James Mina Camacho                | Penal       | 81     | 2-0       |
| 11.                                  | 16 de octubre de 1988    | Primera División  | Independiente Santa Fe   | Eduardo Niño                      | Penal       | 58     | 2-3       |
| 12.                                  | 30 de octubre de 1988    | Primera División  | Deportivo Pereira        | Saulo Hernández                   | Penal       | 47     | 4-0       |
| 13.                                  | 8 de diciembre de 1988   | Primera División  | Deportes Quindío         | José Fermín Arco                  | Penal       | 73     | 3-0       |
| 14.                                  | 11 de diciembre de 1988  | Primera División  | América de Cali          | Julio Falcioni                    | Penal       | 44     | 1-0       |
| 16.                                  | 14 de diciembre de 1988  | Primera División  | Junior                   | Lorenzo Carrabs                   | Penal       | 55     | 2-0       |
| 17.                                  | 15 de febrero de 1989    | Copa Libertadores | Millonarios              | Sergio Goycochea                  | Penal       | 24     | 1-1       |
| 18.                                  | 24 de febrero de 1989    | Copa Libertadores | Deportivo Quito          | Carlos Henríquez                  | Penal       | 64     | 1-1       |
| 20.                                  | 2 de marzo de 1989       | Primera División  | Deportes Quindío         | Carlos Enrique Prono              | Penal       | 83     | 5-1       |
| 21.                                  | 19 de marzo de 1989      | Primera División  | Deportivo Cali           | Jorge Alberto Leyva               | Penal       | 79     | 2-1       |
| 22.                                  | 8 de noviembre de 1989   | Primera División  | América de Cali          | Saulo Hernández                   | Penal       | 63     | 2-2       |
| 23.                                  | 26 de septiembre de 1990 | Copa Libertadores | Olimpia                  | Ever Almeida                      | Penal       | 69     | 3-2       |
| 24.                                  | 17 de octubre de 1990    | Primera División  | Independiente Medellín   | Hernán Torres                     | Penal       | 52     | 2-3       |
| 25.                                  | 11 de marzo de 1993      | Copa Libertadores | América de Cali          | Ángel Comizzo                     | Penal       | 58     | 3-2       |
| 26.                                  | 6 de abril de 1994       | Primera División  | Cortuluá                 | Agustín Granados                  | Penal       | 80     | 1-0       |
| 27.                                  | 29 de abril de 1994      | Primera División  | Millonarios              | Eddy Villaraga                    | Penal       | 69     | 1-1       |
| 28.                                  | 15 de mayo de 1994       | Primera División  | Atlético Huila           | Rafael Dudamel                    | Penal       | 83     | 1-3       |
| 29.                                  | 10 de mayo de 1995       | Primera División  | Deportivo Pereira        | Pedro Pablo Rodríguez             | Tiro libre  | 72     | 3-1       |
| 30.                                  | 9 de agosto de 1995      | Copa Libertadores | River Plate              | Germán Burgos                     | Tiro libre  | 55     | 1-0       |
| 31.                                  | 7 de octubre de 1995     | Primera División  | Independiente Medellín   | Juan Bogado                       | Penal       | 51     | 2-1       |
| 32.                                  | 17 de abril de 1996      | Primera División  | Envigado                 | Néstor Lo Tártaro                 | Penal       | 58     | 1-2       |
| 33.                                  | 9 de abril de 1997       | Primera División  | Deportivo Pereira        | Alejandro Gustavo Mulet           | Tiro libre  | 86     | 2-2       |
| Goles con Selección Colombia (3)     |                          |                   |                          |                                   |             |        |           |
| 5.                                   | 19 de mayo de 1988       | Amistoso          | Finlandia                | Olli Huttunen                     | Penal       | 55     | 3-1       |
| 15.                                  | 3 de febrero de 1989     | Amistoso          | Perú                     | César Chávez                      | Penal       | 71     | 1–0       |
| 19.                                  | 3 de julio de 1989       | Copa América 1989 | Venezuela                | César Baena                       | Penal       | 36     | 4–2       |
| Goles con Veracruz (2)               |                          |                   |                          |                                   |             |        |           |
| 34.                                  | 17 de enero de 1998      | Primera División  | América                  | Oswaldo Sánchez                   | Penal       | 90     | 2-5       |
| 35.                                  | 17 de enero de 1998      | Primera División  | Santos Laguna            | José Miguel                       | Penal       | 90     | 5-1       |
| Goles con Independiente Medellín (4) |                          |                   |                          |                                   |             |        |           |
| 36.                                  | 25 de marzo de 1999      | Primera División  | Atlético Nacional        | Miguel Calero                     | Penal       | 46     | 1-1       |
| 37.                                  | 2 de mayo de 1999        | Primera División  | Independiente Santa Fe   | Agustín Julio[cita requerida]     | Tiro libre  | ¿?     | 4-2       |
| 38.                                  | 26 o 30 de mayo de 1999  | Primera División  | Envigado                 | Edigson Velásquez[cita requerida] | Tiro libre  | ¿?     | 2-1       |
| 39.                                  | 18 de junio de 1999      | Primera División  | Atlético Nacional        | Miguel Calero                     | Tiro libre  | 2      | 1-1       |
| Goles con Real Cartagena (2)         |                          |                   |                          |                                   |             |        |           |
| 40.                                  | 28 de mayo de 2000       | Primera División  | Independiente Santa Fe   | Agustín Julio                     | Penal       | 70     | 2-0       |
| 41.                                  | 24 de agosto de 2000     | Primera División  | Atlético Bucaramanga     | Héctor Burguez                    | Penal       | 52     | 1-2       |
| Goles con Bajo Cauca (1)             |                          |                   |                          |                                   |             |        |           |
| 42.                                  | 13 de julio de 2003      | Segunda División  | Pumas de Casanare        | Luis Fernando Sánchez             | Arco a arco | 80     | 2-3       |
| Goles con Deportivo Rionegro (1)     |                          |                   |                          |                                   |             |        |           |
| 43.                                  | 28 de marzo de 2008      | Segunda División  | Valledupar FC            | Bandera de Colombia               | Tiro libre  |        | 4-1       |

## Palmarés

### Campeonatos nacionales
| Título                | Club              | País     | Año  |
| --------------------- | ----------------- | -------- | ---- |
| Campeonato Colombiano | Atlético Nacional | Colombia | 1991 |
| Campeonato Colombiano | Atlético Nacional | Colombia | 1994 |

### Copas internacionales
| Título                       | Club              | País       | Año  |
| ---------------------------- | ----------------- | ---------- | ---- |
| Copa Libertadores de América | Atlético Nacional | Colombia   | 1989 |
| Copa Interamericana          | Atlético Nacional | México     | 1990 |
| Copa Interamericana          | Atlético Nacional | Costa Rica | 1997 |

### Como entrenador de arqueros
| Título            | Club     | País           | Año  |
| ----------------- | -------- | -------------- | ---- |
| Primera División  | Al Nassr | Arabia Saudita | 2014 |
| Copa del Príncipe | Al Nassr | Arabia Saudita | 2014 |

### Distinciones individuales
| Distinción                        | Año  |
| --------------------------------- | ---- |
| Parte del Equipo Ideal de América | 1989 |
| Tercer Mejor Jugador de América   | 1989 |
| Parte del Equipo Ideal de América | 1990 |
| Tercer Mejor Jugador de América   | 1990 |